# (16110) Paganetti
(16110) Paganetti (1999 WU8) – planetoida z pasa głównego asteroid okrążająca Słońce w ciągu 3,52 lat w średniej odległości 2,31 j.a. Odkryta 28 listopada 1999 roku.